# 1977年の文学
1977年の文学（1977ねんのぶんがく）では、1977年（昭和52年）の文学に関する出来事について記述する。

## できごと
- 1月18日 - 第76回芥川龍之介賞・直木三十五賞（1976年下半期）の選考委員会開催。
- 8月3日 - 吉田健一が死去。
- 10月19日 - 佐野洋子の『100万回生きたねこ』（講談社）が刊行される。初版は5,000部だった[1]。

## 受賞

### 日本国内
- 第76回（1976年下半期）芥川賞・直木賞（1月）
  - 芥川賞 - 該当作なし
  - 直木賞 - 三好京三『子育てごっこ』
- 第77回（1977年上半期）芥川賞・直木賞（7月）
  - 芥川賞 - 三田誠広『僕って何』、池田満寿夫『エーゲ海に捧ぐ』
  - 直木賞 - 該当作なし
- 谷崎潤一郎賞（第13回） - 島尾敏雄『日の移ろい』
- 泉鏡花文学賞（第5回） - 色川武大『怪しい来客簿』、津島佑子『草の臥所』
- 群像新人文学賞（第20回） - 該当作なし
- 大佛次郎賞（第4回） - 丸山眞男『戦中と戦後の間』

### 日本国外
- ノーベル文学賞 -  ビセンテ・アレイクサンドレ
- ブッカー賞 -  ポール・スコット 『Staying On』
- ジェイムズ・テイト・ブラック記念賞（1976年度） -  ジョン・バンヴィル 『コペルニクス博士』（フィクション部門）
- ゴールド・ダガー賞（1977年度） -  ジョン・ル・カレ 『スクールボーイ閣下』

## 1977年の本

### 小説
- 安部公房 『密会』（新潮社）
- 泡坂妻夫 『乱れからくり』（幻影城）
- 筒井康隆 『エディプスの恋人』（新潮社）
- 中上健次 『枯木灘』（河出書房新社）
- スティーヴン・キング 『シャイニング』（ダブルデイ）　※邦訳の刊行は1978年

### その他
- 岸田秀 『ものぐさ精神分析』（青土社）
- 古今亭志ん生 『五代目古今亭志ん生全集』（弘文出版）　※刊行開始
- 佐野洋子 『100万回生きたねこ』（講談社）
- 丸谷才一 『文章読本』（中央公論社）

## 死去
- 1月14日 - アナイス・ニン、フランスの著述家。73歳没。
- 2月27日 - ジョン・ディクスン・カー、米国の推理作家。70歳没。
- 6月21日 - 延原謙、日本の翻訳家・編集者。シャーロック・ホームズ物の翻訳で知られる。84歳没。
- 7月2日 - ウラジーミル・ナボコフ、ロシア革命ののちヨーロッパに亡命した作家・詩人。78歳没。
- 8月3日 - 吉田健一、日本の著述家・翻訳家。65歳没。
- 8月26日 - H・A・レイ、ドイツ生まれの絵本作家。『ひとまねこざる』の作者として知られる。78歳没。
- 9月12日 - ロバート・ローウェル、米国の詩人。60歳没。
- 10月25日 - 稲垣足穂、大阪府出身の小説家。76歳没。
- 11月14日 - 石原吉郎、日本の詩人。62歳没。
- 11月30日 - テレンス・ラティガン、イギリスの劇作家。66歳没。